# Безмігова Долішня
Безмігова Долішня (пол. Bezmiechowa Dolna) — село в Польщі, у гміні Лісько Ліського повіту Підкарпатського воєводства. Лемківське село на прадавніх етнічних українських територіях Бойківщини. Населення — 500 осіб (2011).

## Історія
Греко-католицька громада села відвідувала церкву Різдва Богородиці селі Безмігова Горішня, збудовану в 1830 р., яка належала до парафії с. Монастирець Ліського деканату. Після 1947 р. церква спустошена, а з 1961 року функціонує, як костел.
У середині XIX ст. село належало Едмунду Красицькому.
У 1939 році в селі проживало 690 мешканців (260 українців, 420 поляків і 10 євреїв). Село належало до Ліського повіту Львівського воєводства, в 1934—1939 роках входило до гміни Лісько. У середині вересня 1939 року німці окупували село, однак уже 26 вересня 1939 року мусили відступити з правобережної частини Сяну, оскільки за пактом Молотова — Ріббентропа вона належала до радянської зони впливу. 27 листопада 1939 року постановою Президії Верховної Ради УРСР село в ході утворення Дрогобицької області включене до неї. Територія ввійшла до складу утвореного 17 січня 1940 року Ліськівського району (районний центр — Лісько). Наприкінці червня 1941 року, з початком Радянсько-німецької війни, територія знову була окупована німцями.
15 вересня 1944 р. село окуповане радянськими військами. У березні 1945 року територія віддана Польщі. Більшість українського населення села насильно переселено в СРСР в 1945-46 рр., решту депортовано в ході операції «Вісла» на новоздобуті понімецькі землі Польщі.
У 1975—1998 роках село належало до Кросненського воєводства.

## Демографія
Демографічна структура станом на 31 березня 2011 року:
|          | Загалом | Допрацездатний вік | Працездатний вік | Постпрацездатний вік |
| -------- | ------- | ------------------ | ---------------- | -------------------- |
| Чоловіки | 238     | 49                 | 160              | 29                   |
| Жінки    | 262     | 49                 | 154              | 59                   |
| Разом    | 500     | 98                 | 314              | 88                   |